# Список залов и аллей славы

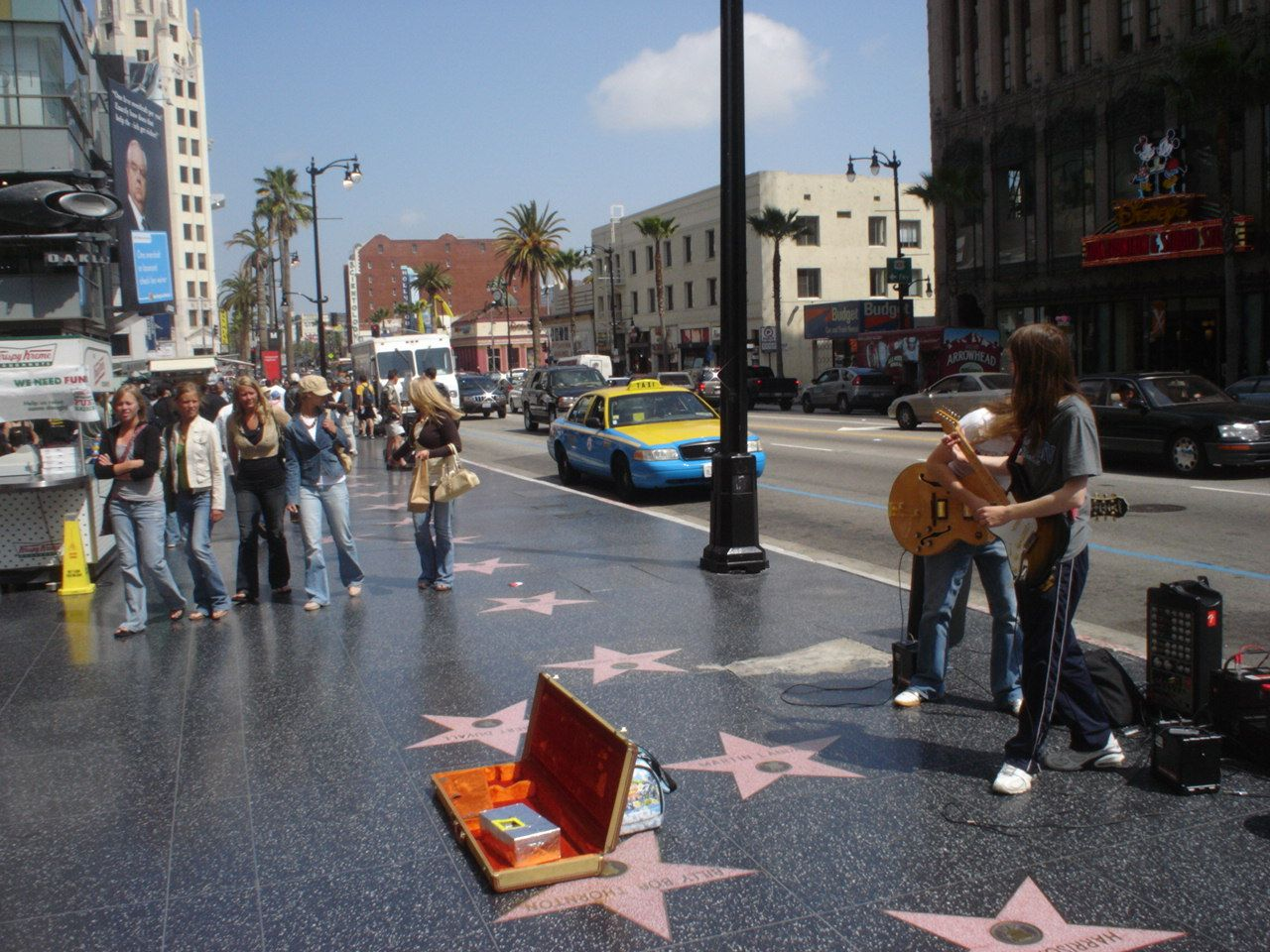
Голливудская «Аллея славы», Лос-Анджелес

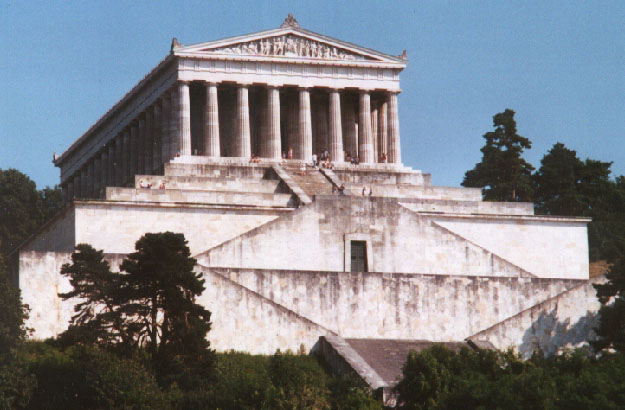
Вальхалла, храмовый зал славы в Германии

Зал, стена или аллея славы — это список персонажей, достижений или животных, выбранных определённой группой людей с целью признания их славы в определённой области. В некоторых случаях эти залы славы являются действительно залами или музеями, где лауреаты отмечены скульптурами, памятными табличками и демонстрацией вещей и общих сведений. Иногда таблички лауреатом размещаются на стене (возникает «стена славы») или впечатываются в тротуар («аллея славы» или «авеню славы»). В других случаях зал славы фигурален и просто включает почётный список имён или достижений. Списки составляются организацией или сообществом и бывают национальными, государственными, региональными или частными.
Англоязычный термин стал популярен после образования в 1900 году Зала славы великих американцев усилиями Bronx Community College города Нью-Йорк. Его вдохновил Зал славы в Мюнхене. Ещё более ранний зал славы Вальхалла был заложен в 1807 году в немецкой Баварии и построен между 1830 и 1842 годами. Значение слова «слава» со временем изменилось: вначале оно значило «известность», а сейчас в большей степени подразумевает «звезда».

## Залы славы

### Автомобили
- Diecast Hall of Fame[англ.]

### Авиация и космос
- Arizona Aviation Hall of Fame[англ.]
- Зал славы астронавтов
- Aviation Hall of Fame and Museum of New Jersey[англ.]
- Canada's Aviation Hall of Fame[англ.]
- Colorado Aviation Hall of Fame[англ.]
- International Space Hall of Fame[англ.]
- Iowa Aviation Hall of Fame[англ.]
- Lincoln county hall of fame[англ.]
- Minnesota Aviation Hall of Fame[англ.]
- National Aviation Hall of Fame[англ.]
- Naval Aviation Hall of Honor[англ.]
- Space Camp Hall of Fame[англ.]
- Texas Aviation Hall of Fame[англ.]
- US Space Walk of Fame[англ.]
- Utah Aviation Hall of Fame[англ.]

### Музыка
- Alabama Jazz Hall of Fame[англ.]
- Alabama Music Hall of Fame[англ.]
- American Classical Music Hall of Fame and Museum[англ.]
- The Apollo Theatre Hall of Fame[англ.] (Нью-Йорк)
- Australian Recording Industry Hall of Fame[англ.]
- Billboard Latin Music Hall of Fame[англ.]
- Зал славы блюза
- Зал славы и музей кантри
- Dance Music Hall of Fame[англ.]
- Down Beat Jazz Hall of Fame[англ.]*
- Gospel Music Hall of Fame
- Зал славы премии «Грэмми» (для записей)
- Grammy Lifetime Achievement Award (для людей)
- Hit Parade Hall of Fame[англ.]
- Hollywood's Rockwalk[англ.]
- International Bluegrass Music Hall of Fame[англ.]
- International Latin Music Hall of Fame[англ.]
- Latin Grammy Hall of Fame[англ.] (для записей)
- Latin Songwriters Hall of Fame[англ.][2]
- Long Island Music Hall of Fame[англ.]
- Louisiana Music Hall of Fame[англ.]
- Mississippi Musicians Hall of Fame[англ.]
- National Band Association Hall of Fame of Distinguished Band Conductors[англ.]
- Nashville Songwriters Hall of Fame[англ.][3]
- New Zealand Music Hall of Fame[англ.]
- Polka Hall of Fame[англ.]
- Rhythm and Blues Music Hall of Fame[англ.]
- Rockabilly Hall of Fame
- Зал славы рок-н-ролла
- Зал славы авторов песен
- UK Music Hall of Fame
- Зал славы вокальных групп
- Зал славы TopHit

### Шоу-бизнес и театр
- American Theater Hall of Fame[англ.]
- American TV Game Show Hall of Fame[англ.]
- AVN Hall of Fame (Adult Video News)
- BC Entertainment Hall of Fame[англ.]
- Black Filmmakers Hall of Fame[англ.]
- Mascot Hall of Fame[англ.]
- National Radio Hall of Fame[англ.]
- Television Hall of Fame
- Зал славы XRCO
- Зал славы NightMoves

### Спортивные залы славы

#### Все виды спорта
См.: en:Category:All-sports halls of fame

#### Университетский спорт
См.: en:Category:College sports halls of fame in the United States

#### Американский футбол
- Arena Football Hall of Fame[англ.]
- College Football Hall of Fame[англ.]
- Green Bay Packers Hall of Fame[англ.]
- Pro Football Hall of Fame[англ.]
- New Orleans Saints Hall of Fame

#### Футбол
- Asian Football Hall of Fame[англ.]
- Australian Football Hall of Fame (soccer)[англ.]
- Brazilian Football Museum Hall of Fame[англ.]
- Brentford F.C. Hall of Fame[англ.]
- Canadian Soccer Hall of Fame[англ.]
- D.C. United Hall of Tradition[англ.]
- Зал славы английской Премьер-лиги
- Зал славы английского футбола
- Gwladys Street's Hall of Fame[англ.]
- Ipswich Town F.C. Hall of Fame[англ.]
- Israeli Football Hall of Fame[англ.]
- Зал славы итальянского футбола
- Norwich City F.C. Hall of Fame[англ.]
- Зал славы шотландского футбола
- U.S. Soccer Hall of Fame[англ.]

#### Австралийский футбол
- Australian Football Hall of Fame[англ.] (осн. 1996)
- South Australian Football Hall of Fame[англ.] (осн. 2002)
- Tasmanian Football Hall of Fame[англ.] (осн. 2005)
- West Australian Football Hall of Fame[англ.] (осн. 2004)

#### Бейсбол и софтбол
- Canadian Baseball Hall of Fame[англ.]
- Caribbean Baseball Hall of Fame[англ.]
- Cuban Baseball Hall of Fame[англ.]
- Japanese Baseball Hall of Fame[англ.]
- Mexican Baseball Hall of Fame[англ.]
- Venezuelan Baseball Hall of Fame and Museum[англ.]
- Национальный зал славы и музей бейсбола (США)
- National College Baseball Hall of Fame[англ.] (США)
- Atlanta Braves Museum and Hall of Fame[англ.]
- Boston Red Sox Hall of Fame[англ.]
- Cincinnati Reds Hall of Fame[англ.]
- Cincinnati Reds Hall of Fame and Museum[англ.]
- Kansas City Royals Hall of Fame[англ.]
- New York Mets Hall of Fame[англ.]
- New York Yankees Monument Park[англ.]
- Philadelphia Baseball Wall of Fame[англ.]
- St. Louis Cardinals Hall of Fame Museum[англ.]
- San Diego Padres Hall of Fame[англ.]
- Seattle Mariners Hall of Fame[англ.]
- National Softball Hall of Fame[англ.] (США)

#### Баскетбол
- Australian Basketball Hall of Fame[англ.] (бывший NBL Hall of Fame[англ.])
- Зал славы ФИБА
- Indiana Basketball Hall of Fame[англ.] (США)
- Naismith Memorial Basketball Hall of Fame (США)
- National Collegiate Basketball Hall of Fame[англ.] (США)
- Women's Basketball Hall of Fame[англ.]
- PBA Hall of Fame[англ.]

#### Конный спорт
- Australian Racing Hall of Fame[англ.]
- British Horseracing Hall of Fame[англ.]
- Canadian Horse Racing Hall of Fame[англ.]
- Harness Racing Museum & Hall of Fame[англ.]
- Inter Dominion Hall of Fame[англ.]
- New Zealand Racing Hall of Fame[англ.]
- New Zealand Trotting Hall of Fame[англ.]
- United States National Museum of Racing and Hall of Fame[англ.]

#### Хоккей с шайбой
- Зал хоккейной славы
- Зал славы ИИХФ
- Международный хоккейный зал славы
- Зал славы словацкого хоккея
- United States Hockey Hall of Fame[англ.]
- Wisconsin Hockey Hall of Fame[англ.]
- Síň slávy českého hokeje[чеш.]
- Finnish Hockey Hall of Fame[англ.]
- Swedish Hockey Hall of Fame[англ.]

#### Мотоспорт
- Automotive Hall of Fame
- Canadian Motorsport Hall of Fame[англ.]
- Indianapolis Motor Speedway Hall of Fame Museum[англ.]
- International Motorsports Hall of Fame[англ.]
- Motorcycle Hall of Fame[англ.]
- Motorsports Hall of Fame of America[англ.]
- NASCAR Hall of Fame[англ.]
- National Dirt Late Model Hall of Fame[англ.]
- National Midget Auto Racing Hall of Fame[англ.]
- National Sprint Car Hall of Fame[англ.]
- Off-road Motorsports Hall of Fame[англ.]
- SCCA Hall of Fame[англ.]
- V8 Supercars Hall of Fame[англ.]

#### Рестлинг
- Зал славы и музей рестлинга
- Зал славы WWE
- Зал славы Impact
- Зал славы рестлинга Джорджа Трагоса/Лу Тезса
- CZW Hall of Fame[англ.]
- GFW Hall of Fame[англ.]
- Hardcore Hall of Fame[англ.]
- New England Pro Wrestling Hall of Fame[англ.]
- NWA Hall of Fame[англ.]
- NWA Wrestling Legends Hall of Heroes[англ.]
- St. Louis Wrestling Hall of Fame[англ.]
- Зал славы WCW

#### Регбийная лига
- Bulldogs Hall of Fame[англ.] (осн. 2007)
- Rugby Football League Hall of Fame[англ.] (осн. 1988)
- Rugby League Hall of Fame[англ.] (осн. 1988)
- Australian Rugby League Hall of Fame[англ.] (осн. 2002)
- Widnes Vikings Hall of Fame[англ.] (осн. 1992)
- Wigan Warriors Hall of Fame[англ.] (осн. 1998)

#### Регбийный союз
- World Rugby Hall of Fame[англ.] (регбийный союз)
- International Rugby Hall of Fame (регбийный союз) — больше не существует как отдельный, объединившись в World Rugby Hall в 2014 году

#### Другие виды спорта
- Aboriginal and Islander Sports Hall of Fame[англ.]
- America's Cup Hall of Fame[англ.]
- Australasian Martial Arts Hall of Fame[англ.]
- Australian Cricket Hall of Fame[англ.]
- Australian National Boxing Hall of Fame[англ.]
- Australian Racing Hall of Fame[англ.]
- Australian Tennis Hall of Fame[англ.]
- Billiard Congress of America Hall of Fame[англ.]
- Bull Riding Hall of Fame[англ.]
- Canadian Curling Hall of Fame
- Canadian Football Hall of Fame[англ.]
- Canadian Lacrosse Hall of Fame[англ.]
- Canadian Pro Rodeo Hall of Fame[англ.]
- Canadian Ski Hall of Fame[англ.]
- ICC Cricket Hall of Fame
- International Bowling Hall of Fame[англ.]
- Международный зал боксёрской славы
- Международный зал славы гимнастики
- International Jewish Sports Hall of Fame
- International Swimming Hall of Fame
- International Tennis Hall of Fame
- Lacrosse Museum and National Hall of Fame[англ.]
- Minnesota Boxing Hall of Fame[англ.]
- Mountain Bike Hall of Fame[англ.]
- National Distance Running Hall of Fame[англ.]
- National Italian American Sports Hall of Fame[англ.]
- National Lacrosse League Hall of Fame[англ.] (indoor lacrosse)
- National Polish-American Sports Hall of Fame[англ.]
- National Wrestling Hall of Fame[англ.]
- New Zealand Coaches Hall of Fame[англ.]
- Oregon Sports Hall of Fame[англ.]
- Philadelphia Sports Hall of Fame[англ.]
- ProRodeo Hall of Fame[англ.]
- USA Field Hockey Hall of Fame[англ.]
- United States Bicycling Hall of Fame[англ.]
- United States Bowling Congress Hall of Fame[англ.]
- U.S. Figure Skating Hall of Fame[англ.]
- United States National Ski Hall of Fame and Museum[англ.]
- Virginia Sports Hall of Fame and Museum[англ.]
- Volleyball Hall of Fame[англ.]
- Wisconsin Golf Hall of Fame[англ.]
- Всемирный зал славы шахмат
- World Curling Federation Hall of Fame[англ.]
- Зал славы мирового фигурного катания
- World Golf Hall of Fame[англ.]
- World Karate Union[англ.] Hall of Fame
- World Tae Kwon Do Federation Hall of Fame[англ.]

### Другие залы славы
- AIAS Hall of Fame[англ.]
- ARIA Hall of Fame[англ.]
- Alabama Hall of Fame[англ.]
- American National Business Hall of Fame[англ.]
- Зал славы Американского филателистического общества
- American Quarter Horse Hall of Fame[англ.]
- Australasian Martial Arts Hall of Fame[англ.]
- Australian Stockman's Hall of Fame[англ.]
- Australian Television Logie Hall of Fame[англ.]
- Автомобильный зал славы
- Burlesque Hall of Fame[англ.]
- California Hall of Fame[англ.]
- California Social Work Hall of Distinction[англ.]
- Canadian Agricultural Hall of Fame[англ.]
- Canadian Business Hall of Fame[англ.]
- Canadian Cartoonist Hall of Fame[англ.]
- Canadian Medical Hall of Fame[англ.]
- Canadian News Hall of Fame[англ.]
- Canadian Science and Engineering Hall of Fame[англ.]
- Certamen[англ.] Hall of Fame
- Circus Hall of Fame[англ.]
- Consumer Electronics Hall of Fame[англ.]
- Зал славы великих американцев
- Hall of Flame Fire Museum[англ.] (thus spelled)
- Insurance Hall of Fame[англ.]
- International Scuba Diving Hall of Fame[англ.]
- International Space Hall of Fame[англ.]
- Зал славы Интернета
- Jewish-American Hall of Fame
- Magic: The Gathering Hall of Fame[англ.]
- Зал славы военной разведки США
- NAB Broadcasting Hall of Fame[англ.]
- National Agricultural Center and Hall of Fame[англ.]
- Национальный музей ковбоев и западного наследия
- Национальный зал славы изобретателей
- National Mining Hall of Fame[англ.]
- National Museum of Dance and Hall of Fame[англ.]
- National Radio Hall of Fame[англ.]
- National Toy Hall of Fame
- National Women's Hall of Fame
- Nebraska Hall of Fame[англ.]
- New Jersey Hall of Fame[англ.]
- New York State Writers Hall of Fame[англ.]
- North America Railway Hall of Fame[англ.]
- Зал славы покера
- Queensland Business Leaders Hall of Fame[англ.]
- Robot Hall of Fame
- Science Fiction Museum and Hall of Fame[англ.]
- Scottish Engineering Hall of Fame[англ.]
- Texas Cowboy Hall of Fame[англ.]
- Texas Women's Hall of Fame[англ.]
- Toy Industry Hall of Fame[англ.]
- U.S. Business Hall of Fame[англ.]
- Вальхалла (зал славы)
- Монумент Уоллеса
- Wembley Arena Square of Fame[англ.]
- Women's Hall of Fame (disambiguation)[англ.]

## Стены славы
- Piteå Wall of Fame[англ.] (Швеция)

### Великобритания
- Liverpool Wall of Fame[англ.]
- World Rugby Museum Wall of Fame[англ.]
- Bristol Zoo Walk of Fame

### США
- Buffalo Bills Wall of Fame[англ.]
- Missouri Wall of Fame[англ.]
- Philadelphia Baseball Wall of Fame[англ.]
- San Francisco Giants Wall of Fame

## Аллеи славы
- Aerospace Walk of Honor[англ.] (Ланкастер, Калифорния, США)
- Almeria Walk of Fame[англ.] (Алмерия, Испания)[4]
- America's Walk of Honor[англ.] (Valley Forge, Пенсильвания, США)
- Anaheim Walk of Stars[англ.] (Анахайм, Калифорния, США)
- Набережная Австралийцев года (Канберра, ACT, Австралия)
- Australian Film Walk of Fame[англ.] (Рэндвик[англ.], Синдей, Австралия)
- Birmingham Walk of Stars (Бирмингем, Англия, Великобритания)
- Bronx Walk of Fame[англ.] (Нью-Йорк, Нью-Йорк, США)[5]
- Аллея славы Канады (Торонто, Онтарио, Канада)
- Dog Walk of Fame[англ.] (Лондон, Англия, Великобритания)
- Entrepreneur Walk of Fame[англ.] (Кэмбридж, Массачусетс, США)
- Eastwood City Walk of Fame[англ.] (Кесон-Сити, Филиппины)
- Gennett Walk of Fame[англ.] (Ричмонд, Индиана, США)
- Голливудская «Аллея славы» (Лос-Анджелес, Калифорния, США)[6]
- Авеню звёзд (Гонконг, Китай)
- International Civil Rights Walk of Fame[англ.] (Атланта, Джорджия, США)
- Italian Walk of Fame[англ.] (Торонто, Онтарио, Канада)
- Jubilee 150 Walkway[англ.] (Аделаида, Южная Австралия, Австралия)
- Аллея татарских звёзд (Казань, Татарстан, Россия)[7]
- Las Vegas Walk of Fame[англ.] (Лас Вегас, Невада, США)
- London Avenue of Stars[англ.] (Лондон, Англия, Великобритания)
- Long Beach Motorsports Walk of Fame[англ.] (Лонг-Бич, США)
- Michigan Walk of Fame[англ.] (Лансинг, Мичиган, США)
- Milwaukee Brewers Walk of Fame[англ.] (Милуоки, Висконсин, США)
- Minnesota Walk of Fame[англ.] (Миннеаполис, Миннесота, США)
- New Rochelle Walk of Fame[англ.] (Нью-Рошелл, Нью-Йорк США)
- Munich Olympic Walk of Stars[англ.] (Мюнхен, Бавария, Германия)
- Music City Walk of Fame[англ.] (Нэшвилл, Теннесси, США)
- Palm Springs Walk of Stars[англ.] (Палм-Спрингс, Калифорния, США)
- Paseo de las Luminarias[англ.] (Мехико, Мексика)
- Sault Ste Marie Walk of Fame[англ.] (Су-Сент-Мари (Онтарио), Канада)
- Сент-Луисская «Аллея славы» (Сент-Луис, Миссури, США)
- US Space Walk of Fame[англ.] (Тайтусвилл (Флорида), США)
- Аллея славы (Брайтон, Англия, Великобритания)
- Walk of Fame Bucharest[англ.] (Бухарест, Румыния)
- Walk of Game[англ.] (Сан-Франциско, Калифорния, США)
- Walk of the Stars[англ.] (Бомбей, Махараштра, Индия)
- Площадь звёзд (Киев, Украина)
- Аллея звёзд (Лодзь, Польша)